# Cristina Perincioli
Cristina Perincioli (Berna, 11 de noviembre de 1946) es una directora de cine, escritora, productora multimedia y escritora de internet suiza. Se mudó a Berlín en 1968. Desde 2003 vive Stücken en Brandeburgo.

## Trayectoria
Nació en Berna, siendo la tercera hija del renombrado escultor Marcel Perincioli y su esposa Hélène Perincioli-Jörns, una artista tejedora. Es nieta del escultor bernés Etienne Perincioli. En 1968, Cristina Perincioli se mudó a Berlín para estudiar en la Deutsche Film- und Fernsehakademie Berlin (dffb por sus siglas en alemán – Academia Alemana de Cine y Televisión). Comenzó realizando documentales (Nixon en Berlín, Ocupación de una residencia de estudiantes, Kreuzberg es nuestro, Explosión demográfica) y largometrajes. Su docuficción sobre una huelga de mujeres, For Women: Chapter 1 (Para mujeres: Capítulo 1), de 1971, es una de las primeras contribuciones al cine de mujeres de la Alemania Occidental; esta película ganó el "Premio de los Periodistas de Cine" en el Festival Internacional de Cortometrajes de Oberhausen de 1972. Harun Farocki se refería a la misma en los siguientes términos: "Te das cuenta de lo divertido que puede ser liberar el conocimiento".
En 1969 participó en la revista anarquista agit 883, y fue cofundadora tanto del primer "Centro de Mujeres" del movimiento Lésbico en 1972 y 1973, como del "Centro de Crisis de Violaciones" de 1977, ambos en Berlín-Oeste. En 1975 escribió junto a su pareja Cäcilia Rentmeister, el guion del primer largometraje sobre una relación lésbica producido para la televisión alemana ("Anna und Edith", ZDF /Segundo canal de televisión alemán).
En 1977, Perincioli fundó Sphinx Filmproduktion GmbH, con Marianne Gassner como directora de producción. Realizaron el documental de ficción El poder de los hombres es la paciencia de las mujeres (ZDF / Second German TV Channel, 1978) que se distribuyó también internacionalmente. En una entrevista Perincioli, hacía las siguientes declaraciones:
“Cuando en 1974 vi los primeros refugios para mujeres maltratadas en Inglaterra, comencé a entrevistar en Berlín a mujeres sobre violencia de género y encontré un nivel de abuso insospechado. Nosotras, mujeres del movimiento de mujeres y periodistas comprometidas, comenzamos a partir de entonces a movilizar al público a través de transmisiones de radio y televisión y del libro 'Violencia en el matrimonio'. En 1976 se abre el primer refugio para mujeres de Berlín-Oeste. En 1978 rodamos esta película junto a mujeres del refugio, que interpretaban sus propias vivencias. La película tuvo éxito internacional y sirvió de apoyo al movimiento de refugios para mujeres en Alemania, Australia, Canadá, Estados Unidos, Suiza, Austria, Suecia e India. El título se convirtió en un eslogan."
Michael Althen describía en 2008 el impacto y consecuencias de la película en el Frankfurter Allgemeine Zeitung como un "... documental de ficción en el que las residentes del primer refugio para mujeres de Berlín reproducen y comentan sus experiencias con la violencia de género. No se trata de una historia personal, sino de patrones recurrentes de violencia y arrepentimiento por parte de los hombres, de culpa y vergüenza por parte de las mujeres, de experiencias humillantes en los lugares de trabajo y de todo el círculo vicioso de las dependencias sociales y emocionales. La película es más impactante cuando articula el silencio del entorno social y la falta de coraje moral.”
Perincioli también ha publicado trabajos de radio y libros. Inspirada por investigaciones de Londres (Reino Unido) y Harrisburg, EE. UU., contribuyó al debate público y a la concienciación sobre la violencia de género y sobre los riesgos de la energía nuclear.
A partir de 1990 comenzó a trabajar en narraciones interactivas, y a partir de ahí, desarrolló un primer juego de aventuras con vídeo interactivo en 1992, y creó siete juegos serios de ordenador para el espacio público ("Loud is Out", "Oh, the Few Drops", "Female, Male - and In-Between", "Culture Tester Rebellion").
Ha enseñado producción cinematográfica en el KIMC Kenya Institute of Mass Communication en Nairobi, y en la Universität der Künste Berlin, y Animación por computadora en la dffb, en la Escuela de Cine en Babelsberg, y en la Academia Merz de Arte y Diseño de Stuttgart,y Diseño Multimedia en la Escuela de Diseño de Berna y en la de Basilea hasta 1997.
A partir de finales de la década de 1990, Perincioli se aventuró a utilizar los medios interactivos para tratar "temas sensibles" tales como la violencia sexual y de género. A través de métodos de uso accesible tales como Discovery learning, creó plataformas web para comprender, asesorar y prevenir la violencia, que han recibido varios galardones y han sido financiadas por la Fundación Ambiental Federal Alemana, la Fundación Deutsche Jugendmarke, el Programa Daphne de la Comisión Europea, y el Ministerio Federal de Asuntos de la Familia, la Tercera Edad, la Mujer y la Juventud de Alemania.
En 2015, publicó en Alemania el libro Berlin wird feministisch. Das Beste, was von der 68er Bewegung blieb.
Perincioli describe los comienzos del Segundo Movimiento Alemán de Mujeres en los revolucionarios años 1968-1974 en Berlín Occidental. A través de gran cantidad de documentos, 80 fotografías, reflexiones y entrevistas con 28 activistas feministas, muestra de dónde sacaron sus ideas ella y sus compañeras de campaña, así como la furia y la fuerza que necesitaban para ponerlas en práctica. Perincioli también considera los inicios del movimiento de mujeres como un ejemplo de cómo la modernización de la sociedad se inició a través de acciones de "democracia directa".
Según Sonya Winterberg, el libro muestra que el Segundo Movimiento Alemán de Mujeres tiene "muchas madres":
"Perincioli... [ofrece] amplias y entretenidas perspectivas sobre los primeros movimientos de mujeres y de lesbianas [...] Este movimiento no dogmático, de base, autónomo y altamente creativo dio lugar a proyectos vibrantes, centros de mujeres y grupos de lesbianas, algunos de los cuales existen todavía en la actualidad. Cuando Perincioli escribe sobre 'lo mejor que quedó del movimiento del 68', no se trata de una exageración [...] Cualquiera que todavía crea que Alice Schwarzer fue la madre del nuevo movimiento de mujeres y lesbianas haría bien en echar un vistazo aquí a todo lo que sucedió entre bambalinas".
Claire Horst también destaca esa nueva perspectiva de lo sucedido entre bambalinas:
"¡Menuda biografía! Cristina Perincioli relata en primera persona el surgimiento del segundo movimiento alemán de mujeres, ya que ella estuvo allí desde el principio [.. . ] Y no ignora las guerras territoriales y los conflictos dentro del propio movimiento.. . [Otra cosa que hace que] valga la pena leerla es la postura autocrítica y a menudo humorística que adopta ahora la autora, sin distanciarse de los objetivos de la época". Horst también destaca el escenario de [[Berlín: "El libro también puede leerse como una historia cultural del Berlín alternativo de los años 60 y 70".

## Reconocimientos
En 1972, Perincioli recibió el "Premio de los Periodistas de Cine" en el Festival Internacional de Cortometrajes de Oberhausen por su película (que fue su tesis en la dffb) "Para Mujeres: Capítulo 1". Gwendolyn Audrey Foster escribe sobre su trabajo como directora: "Cristina Perincioli es una figura importante en la tradición de Straub, Huillet y Fassbinder..." (en "Mujeres directoras de cine.. .. Una guía internacional" 1995, p. 306). 
Recibió la calificación más alta en el CD-ROM "Save Selma" (Serious Game: prevención para niños sobre el tema del abuso sexual) en Feibel's “Software For Children”-Ratings 1999 y 2000.
Por su plataforma web "www.4uman.info" para prevenir la violencia en las relaciones (en inglés y alemán), Perincioli recibió el Premio Securitas por el "carácter innovador del sitio en la prevención de la violencia" en el 6.º Día de Prevención del Delito de Berlín 2005.
Su sitio web www.spass-oder-gewalt.de sobre la prevención de la violencia sexual entre los jóvenes recibió en 2007 el premio Thuringian Women Media Award.

## Obra

### Películas
- Striking my Eyes, Bern/Schweiz (1966)
- Nixon Visit and Highschool Fight (Weekly Newsreel Collective) (1968)
- Occupation and Self-Administration of a Student Residence (with Gisela Tuchtenhagen) (1969)
- For Women: Chapter 1 (guionista y directora), un documental de ficción (1971)
- Kreuzberg is Ours (1972)
- Women Behind the Camera (coguionista) (1972)
- Anna and Edith (libro, escrito junto a Caecilia Rentmeister), Feature Film, ZDF-TV (1975). Publicada en DVD por Edition Salzgeber
- The Power of Men is the Patience of Women (escritora, directora, productora), ZDF-TV (1978). Publicada en DVD.
- Population Explosion, KIMC Nairobi, Kenya (1985)
- With Woman's Weapons (1986)

### Obra escrita (selección)
- Entrevistas sobre "Domestic Violence: Cases of Abuse" (Alemania), y reportajes y entrevistas sobre “Life in the Women´s Shelter in England", en: Sarah Haffner (Ed.): Gewalt in der Ehe, und was Frauen dagegen tun Wagenbach, Berlin 1976
- Women of Harrisburg, Or: We don't let Us Talk Out of Fear, Rowohlt, Reinbek 1980, con ediciones adicionales en 1986, 1991.
- Eye and Ear – Computer and Creativity. A Compendium of Computer Graphics, Animation, Music and Video, coescritora (Cillie) Cäcilia Rentmeister, DuMont, Cologne 1990
- "From Anarchism and Lesbianism to the Women's Center. Why had the Tomato to Fly so Far?", en: Heinrich Boell Foundation and the Feminist Institute (HGIN): How Far was Flying the Tomato? A Reflective Gala of the Women of 68, Boell, Berlin 1999.
- Berlin wird feministisch. Das Beste, was von der 68er Bewegung blieb, Querverlag, Berlin 2015.

### Páginas web
- feministberlin1968ff.de – Versión completa en inglés del libro de Cristina Perincioli Berlin Goes Feminist. Anarquismo - Lesbianismo - Feminismo (Berlin wird feministisch. Das Beste, fue von der 68er Bewegung blieb), Berlín 2015
- www.save-selma.de – Estrategias de exención del abuso sexual. Para gente joven
- www.gewaltschutz.info – Información para víctimas de violencia doméstica y para consejeros. Sitio web en siete idiomas: inglés, alemán y otros cinco idiomas
- www.ava2.de – "Anti Violence Awareness": Información, herramientas y videos para nuevos métodos de intervención en violencia de género, asistencia más eficaz y programas para delincuentes, para la policía, la asistencia sanitaria y social, los consejos y los representantes de las mujeres
- www.4uman.info – Violencia en las relaciones: sensibilización e información para hombres. En inglés y alemán
- www.spass-oder-gewalt.de – Prevención de la violencia sexual entre los jóvenes: Plataforma de aprendizaje para jóvenes
- www.weiss-die-geiss.de - Wiki trinacional de cabras lecheras
- www.perincioli.ch – Escultores Perincioli. 100 años de vida y obra en Berna, Suiza - Obras, biografías, registros y recepción de Etienne y Marcel Perincioli

### Audiovisual
- Película documental sobre C. Perincioli y U. Sillge, de Anke Schwarz, Sandra (Luka) Stoll y Roman Klarfeld, Das Burlebübele mag I net, Berlín 2008